# Sale San Giovanni

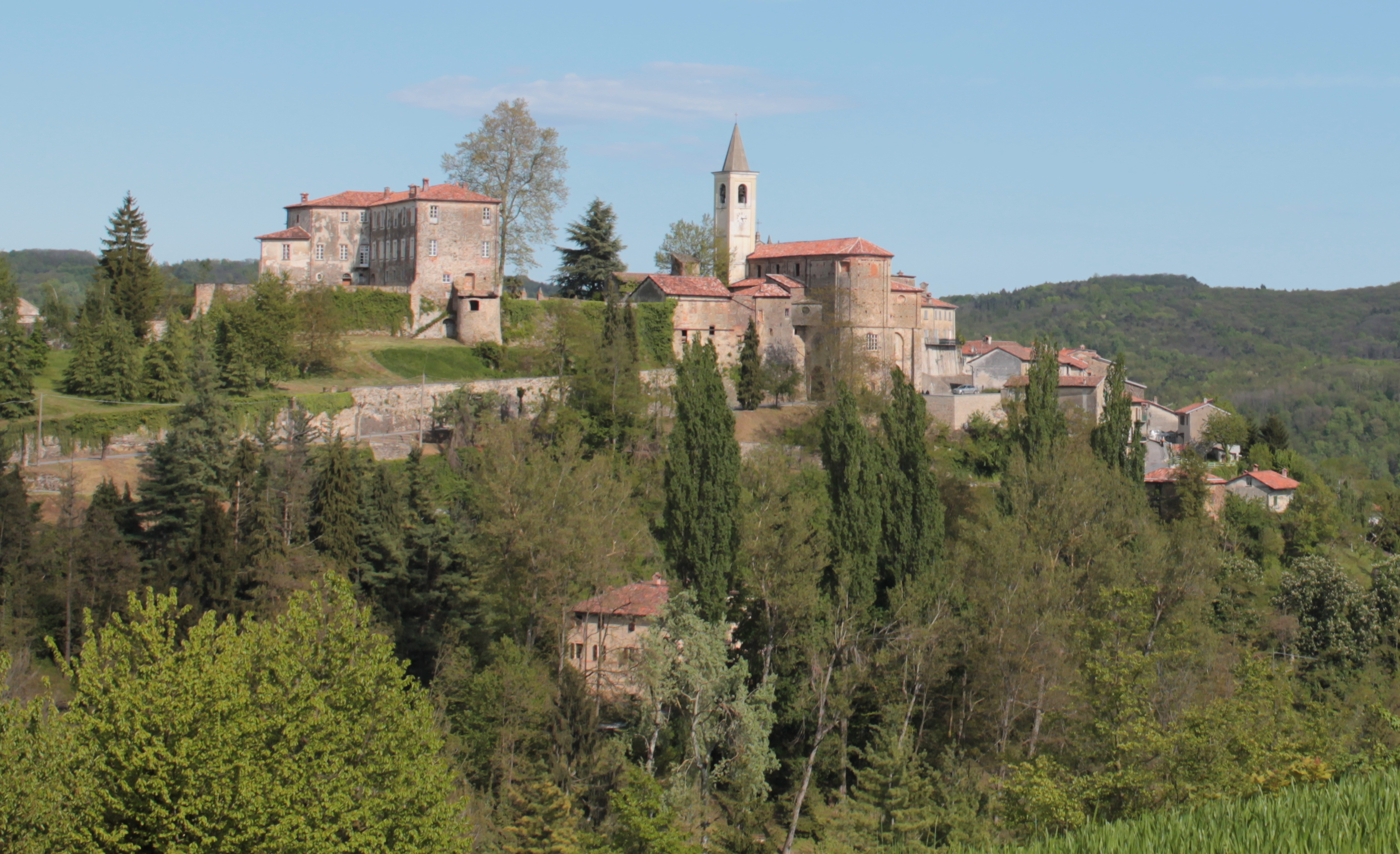
Blick auf Sale San Giovanni

Sale San Giovanni ist eine Gemeinde in der italienischen Provinz Cuneo (CN), Region Piemont.

## Lage und Einwohner
Sale San Giovanni liegt 54 km östlich von der Provinzhauptstadt Cuneo auf einer Höhe von 615 m über dem Meeresspiegel in der Weinregion Langhe. Das Gemeindegebiet umfasst eine Fläche von 8,07 km² und hat 152 Einwohner (Stand 31. Dezember 2023).
Die Nachbargemeinden sind Camerana, Ceva, Mombarcaro, Paroldo und Sale delle Langhe.

## Geschichte
Der Ortsname wird von einigen Gelehrten mit dem Namen der alten Bewohner der Gegend, dem Volk der Salii oder Salluvi, angegeben und stellt die Hypothese auf, dass der Begriff „sala“, verstanden als „Höhle, Raum, Halle, Dorf“, in Mode war oder in der vorrömischen Zeit oder während der Herrschaft der Langobarden. Die Ursprünge des Dorfes reichen bis in die Römerzeit zurück, wie die Funde von Grabsteinen, Gedenksteinen und Grabarchen belegen. Die ersten sicheren Informationen werden jedoch in den Dokumenten von 998, 999, 1014 und 1033 zitiert. Die erste bezieht sich auf eine Urkunde Schenkung Kaiser Ottos III. an Bernardo, Bischof von Savona. Zu dieser Zeit gehörte es dem Benediktinerkloster Santa Maria di Castiglione di Parma und im Jahr 1033 war es Teil des Komitees von Alba, das von den Obertenghi gehalten wurde. Anschließend ging es um 1150 in den Besitz der Markgrafen von Ceva über wurde als freie Gemeinde mit eigenen Statuten gegründet, die von Guglielmo di Ceva erteilt und bestätigt wurden.
Im Jahr 1385 gelangte es an Herzog Galeazzo Visconti, der es seiner Tochter Valentina als Mitgift schenkte und es so in französischen Besitz überging. Schließlich wurde es 1531 Teil der Herrschaft des Hauses Savoyen. Seitdem hatten mehrere Familien die Gerichtsbarkeit darüber.

## Sehenswürdigkeiten
- Die Pfarrkirche San Giovanni ist das älteste Gebäude. Sie ist im Stil der lombardischen Romanik gehalten, verfügt über einen dreischiffigen Innenraum und enthält einen christlichen Gedenkstein aus der Römerzeit.
- Die Pfarrkirche, die San Giovanni Battista gewidmet ist, wurde 1773 an der Stelle erbaut, an der sich die mittelalterliche Kirche San Siro befand.
- Die Kapelle Sant’Anna, die um das 11. Jahrhundert von Benediktinermönchen erbaut wurde. Es bewahrt wertvolle Fresken aus dem 12. und 13. Jahrhundert, die kürzlich restauriert wurden.
- Das Schloss ist das malerischste Gebäude im Dorf. Es gehörte den Markgrafen von Ceva, dann der Incisa von Camerana und wurde 1954 vom Hospiz der Nächstenliebe von Fossano erworben, das heute in Privatbesitz ist. Im Inneren können Sie noch den Hauptsaal bewundern, der vollständig mit Stuckarbeiten und Fresken verziert ist.

## Kulinarische Spezialitäten
In der Umgebung von Sale San Giovanni wird Weinbau betrieben. Die Beeren der Rebsorten Spätburgunder und/oder Chardonnay dürfen zum Schaumwein Alta Langa verarbeitet werden.